# مؤشر القائمة الحمراء
مؤشر القائمة الحمراء (RLI)، القائم على القائمة الحمراء للأنواع المهددة بالانقراض الصادرة عن الاتحاد الدولي لحفظ الطبيعة والموارد الطبيعية، هو مؤشر على الحالة المتغيرة للتنوع البيولوجي العالمي. وهي تحدد حالة حفظ مجموعات الأنواع الرئيسية، وتقيس الاتجاهات في خطر الانقراض بمرور الوقت. من خلال إجراء تقييمات الحفظ على فترات منتظمة، يمكن استخدام التغيرات في حالة التهديد للأنواع في مجموعة تصنيفية لرصد الاتجاهات في خطر الانقراض. تم حساب مؤشرات القائمة الحمراء للطيور والبرمائيات باستخدام التغيرات في حالة التهديد للأنواع في كل مجموعة.
بالإضافة إلى المجموعات التصنيفية، يمكن أن تُظهر مؤشرات القائمة الحمراء اتجاهات في خطر الانقراض وفقًا لمجال الجغرافيا الحيوية ونوع الموائل وعملية التهديد السائدة.